# MTV Video Music Award – Nemzetközi közönségdíj
Az MTV Nemzetközi közönségdíj a legjobb videóklipeket díjazta az MTV különböző csatornáinak nézői szavazatai alapján. 1989-től 2003-ig minden éven átadásra került.

## MTV Asia
Az MTV Asia nemzetközi közönségdíját 1991-től 1998-ig adták át, kivéve 1994-et. Ahogy az MTV befolyása nőtt Ázsiában, egyes régiók később saját kategóriát kaptak: Kína és Tajvan 1995-ben (MTV Mandarin), India 1996-ban, Dél-Korea 1999-ben. 1999-ben az MTV Asia kategóriát az MTV Délkelet-Ázsia nemzetközi közönségdíj váltotta.
A kategóriában a legtöbbször az indiai Indus Creed-et és az indonéz Dewa 19-et jelölték, mindkettőt kétszer. Kettejük közül csak az Indus Creed-nek sikerült nyerni, 1993-ban. Az országok közül egyedül Indonéziából kerültült ki több győztes, míg Tajvan az egyetlen állam, amelynek minden éven volt jelöltje.
| Év   | Győztes                               | További jelöltek                                |
| ---- | ------------------------------------- | ----------------------------------------------- |
| 1991 | Ciu Jian — Wild in the Snow           | - Chris Ho — Fictional Stuff                    |
| 1992 | Christina — Jing Mai Klua             | - Marsha — Taak-Hak                             |
| 1993 | Indus Creed — Pretty Child            | - Tang Dynasty — A Dream Return to Tang Dynasty |
| 1994 | A díjat nem adták át                  | A díjat nem adták át                            |
| 1995 | Denada — Sambutlah                    | - Kim Gun-mo — Betrayed Love                    |
| 1996 | Seo Taiji & Boys — Come Back Home     | - Put3Ska — Manila Girl                         |
| 1997 | The Eraserheads — Ang Huling El Bimbo | - Lee Seung-Hwan — Family                       |
| 1998 | Chrisye — Kala Cinta Menggoda         | - Nicole Theriault — Kapolo                     |

## MTV Australia
Az MTV Australia nemzetközi közönségdíj 1990-től 2003-ig került átadásra. 1993-tól 1996-ig nem adták át, mivel az MTV Australia ezekben az években nem működött. 1997-től, amióta az MTV Australia mai formájában sugároz, a díjat 2003-ig átadták (kivéve 2000).
A kategóriában legtöbbször a Silverchairt, Kylie Minogue-t és a Powderfingert jelölték (háromszor). A Silverchair kétszer is átvehette a díjat, ezzel az egyetlen előadó, amely többször is győzött.
| Év   | Győztes                                 | További jelöltek                            |
| ---- | --------------------------------------- | ------------------------------------------- |
| 1990 | Midnight Oil — Blue Sky Mine            | - Kylie Minogue — Better the Devil You Know |
| 1991 | Yothu Yindi — Treaty (Filthy Lucre Mix) | - Third Eye — The Real Thing                |
| 1992 | Diesel — Man Alive                      | - Frente! — Ordinary Angels                 |
| 1993 | A díjat nem adták át                    | A díjat nem adták át                        |
| 1994 | A díjat nem adták át                    | A díjat nem adták át                        |
| 1995 | A díjat nem adták át                    | A díjat nem adták át                        |
| 1996 | A díjat nem adták át                    | A díjat nem adták át                        |
| 1997 | Silverchair — Freak                     | - Spiderbait — Calypso                      |
| 1998 | Kylie Minogue — Did It Again            | - Silverchair — Cemetery                    |
| 1999 | Silverchair — Praise You                | - Spiderbait — Stevie                       |
| 2000 | A díjat nem adták át                    | A díjat nem adták át                        |
| 2001 | Paul Mac — Just the Thing               | - Superheist — Step Back                    |
| 2002 | Holly Valance — Kiss Kiss               | - Silverchair — The Greatest View           |
| 2003 | Delta Goodrem — Born to Try             | - The Vines — Outtathaway!                  |

## MTV Brasil
Az MTV Brasil nemzetközi közönségdíjat 1990-től 2003-ig minden éven átadták, ezzel a leghosszabb életű nemzetközi közönségdíj az MTV Video Music Awards történetében. 1995-től az MTV Brasil saját díjátadójának keretein belül adták át.
A kategóriában legtöbbször a Titãs nyert (háromszor). A brazil közönségdíj egyik fő sajátossága az, hogy viszonylag sok videó indult a kategóriában. A VMA hivatalos kiadványai azonban csak ötöt vagy hatot jelölt meg (a főbb jelölteket, bár így 1991-ben a győztes Sepultura-videó nem szerepelt a hivatalos kiadványokban). Éppen ezért nehéz megmondani, hogy hány jelölt volt valójában 1990. és 1995. között (1992 kivételével). 1996 után az MTV Brasil egy rövid összeállításban mutatta be a jelölteket. A meglevő információk alapján az Os Paralamas do Sucesso és Engenheiros do Hawaii együtteseket tartják a legtöbbször jelölt előadóknak (mindkettőt tízszer jelölték).
A kategóriában csak brazil előadókat jelöltek.
| Év   | Győztes                                                          | További jelöltek                          |
| ---- | ---------------------------------------------------------------- | ----------------------------------------- |
| 1990 | Titãs — Flores                                                   | - Caetano Veloso — Estrangeiro            |
| 1991 | Sepultura — Orgasmatron                                          | - Os Paralamas do Sucesso — Caleidoscópio |
| 1992 | Nenhum de Nós — Ao Meu Redor                                     | - Caetano Veloso — Fora da Ordem          |
| 1993 | Titãs — Será Que É Isso o Que Eu Necessito?                      | - Nenhum de Nós — Jornais                 |
| 1994 | Sepultura — Territory                                            | - Caetano Veloso és Gilberto Gil — Haiti  |
| 1995 | Os Paralamas do Sucesso (közreműködik Djavan) — Uma Brasileira   | - Viper — Coma Rage                       |
| 1996 | Skank — Garota Nacional                                          | - Titãs — Eu Não Aguento                  |
| 1997 | Skank — É uma Partida de Futebol                                 | - Virgulóides — Bagulho no Bumba          |
| 1998 | Racionais MC's — Diário de um Detento                            | - Soulfly — Bleed                         |
| 1999 | Raimundos — Mulher de Fases                                      | - Vinny — Shake Boom                      |
| 2000 | O Rappa — A Minha Alma (A Paz Que Eu Não Quero)                  | - Titãs — Pelados em Santos               |
| 2001 | Charlie Brown Jr. — Rubão, o Dono do Mundo                       | - Jay Vaquer — A Miragem                  |
| 2002 | Titãs — Epitáfio                                                 | - Xis — Chapa o Coco                      |
| 2003 | Charlie Brown Jr. — Papo Reto (Prazer É Sexo, o Resto É Negócio) | - Tribalistas — Já Sei Namorar            |

## MTV Canada
Az MTV Canada nemzetközi közönségdíjat csak 2002-ben adták át. A díjra csak kanadai előadókat jelöltek.
| Év   | Győztes              | További jelöltek                  |
| ---- | -------------------- | --------------------------------- |
| 2002 | Nickelback — Too Bad | - Swollen Members — Fuel Injected |

## MTV China
Az MTV China nemzetközi közönségdíjat csak 2002-ben adták át. Többé-kevésbé az MTV Mandarin nemzetközi közönségdíjat váltotta, és csak kínai előadók indulhattak a díjért.
| Év   | Győztes               | További jelöltek                          |
| ---- | --------------------- | ----------------------------------------- |
| 2002 | Zheng Jun — 1/3 Dream | - Yu Quan — The Train That Goes to Spring |

## MTV Europe
Az MTV Europe nemzetközi közönségdíj 1989 és 1997 között minden éven átadásra került. A kategória 1998-ban szűnt meg, azóta minden régió saját kategóriával rendelkezik, és a díjakat az MTV Europe Music Awards során adják át. A kategóriában csak a Roxette-nek és George Michael-nek sikerült kétszer is győznie. A legtöbbször az izlandi Björköt jelölték, háromszor, de a díjat egyszer sem vihette el.
Az országok közül Anglia vezet a legtöbb díjazott és jelölt tekintetében is, Svédország követi. Mindössze ebből a két országból került ki több győztes, és ha a U2 nem nyert volna 1995-ben, a díjnak csak angol vagy svéd nyertesei lettek volna.
| Év   | Győztes                                          | További jelöltek |
| ---- | ------------------------------------------------ | --- |
| 1989 | Roxette — The Look                               | - Vaya con Dios — Don't Cry for Louie |
| 1990 | The Creeps — Ooh I Like It                       | - Sinéad O’Connor — Nothing Compares 2 U |
| 1991 | Roxette — Wild in the Snow                       | - Seal — Crazy |
| 1992 | The Cure — Friday I'm in Love                    | - Shakespears Sister — Stay |
| 1993 | George Michael — Killer/Papa Was a Rollin' Stone | - Shakespears Sister — Hello |
| 1994 | Take That — Babe                                 | - The Cranberries — Linger - D:Ream — Things Can Only Get Better - Enigma — Return to Innocence - U2 — Stay (Faraway, So Close!) - Whale — Hobo Humpin' Slobo Babe |
| 1995 | U2 — Hold Me, Thrill Me, Kiss Me, Kill Me        | - Oasis — Whatever |
| 1996 | George Michael — Fastlove                        | - Pulp — Disco 2000 |
| 1997 | The Prodigy — Breathe                            | - Skunk Anansie — Hedonism (Just Because You Feel Good) |

## MTV India
Az MTV India nemzetközi közönségdíj 1996 és 2001 között minden éven átadásra került. Azelőtt az indiai nézők az MTV Asia nemzetközi közönségdíj kategóriában szavazhattak, 1993-ban még indiai győztest is avattak (Indus Creed). 2000-ben két alkategóriára osztották a bollywoodi filmekből készített klippek sikere miatt: Hindi Pop és Hindi Film.
A díjat legtöbbször Udit Narayan és Asha Boshle vehette át, mindketten kétszer. Narayan egyben a legtöbbször jelölt előadó a maga hét jelölésével. Őt Alka Yagnik követi hat jelöléssel, majd Asha Boshle következik öttel. A kategóriában csak indiai előadók indultak.
| Év   | Kategória  | Győztes                                                     | További jelöltek                                                        |
| ---- | ---------- | ----------------------------------------------------------- | ----------------------------------------------------------------------- |
| 1996 | N/A        | Colonial Cousins — Sa Ni Dha Pa                             | - Shaan és Style Bhai — Roop Tera Mastana                               |
| 1997 | N/A        | Asha Bhosle — O Mere Sona Re                                | - Daler Mehndi — Dardi Rab Rab                                          |
| 1998 | N/A        | Lata Mangeshkar és Udit Narayan — Dil To Pagal Hai          | - A. R. Rahman — Maa Tujhe Salaam                                       |
| 1999 | N/A        | A. R. Rahman — Dil Se Re                                    | - Alka Yagnik és Udit Narayan — Mera Mann                               |
| 2000 | Hindi Film | Udit Narayan és Alka Yagnik — Kaho Na Pyar Hai              | - Anuradha Sriram, Sujatha, Sonu Nigam és A.R. Rahman — Ishq Bina       |
| 2000 | Hindi Pop  | Falguni Pathak — Maine Payal Hai Chhankai                   | - Shaan — Tanha Dil                                                     |
| 2001 | Hindi Film | Asha Bhosle, Sonu Nigam és Sukhwinder Singh — Kambakth Ishq | - Alka Yagnik, Kumar Sanu és Udit Narayan — Dil Ne Yeh Kaha Hain Dil Se |
| 2001 | Hindi Pop  | Sultan Khan és K. S. Chithra — Piya Basanti                 | - Shubha Mudgal — Mann Ke Manjeere                                      |

## MTV Internacional
Az MTV Internacional nemzetközi közönségdíj 1989-től 1993-ig került átadásra, és a legjobb latin klipet díjazta. A nevét Daisy Fuentes azonos című műsoráról kapta. A többi közönségdíj kategóriával ellentétben nem egy konkrét földrajzi területre vonatkozott, hanem a legjobb spanyol nyelvű videókat díjazta. Így európai előadókat is jelöltek a díjra.
Annak ellenére, hogy több előadót is jelöltek többször, egyiküknek sem sikerült kétszer megnyerni a díjat. Érdekesség, hogy ugyanabból az országból származó előadók sem győztek kétszer. 1994-ben a díjat az MTV Latin America nemzetközi közönségdíj váltotta.
| Év   | Győztes                                       | További jelöltek                                |
| ---- | --------------------------------------------- | ----------------------------------------------- |
| 1989 | Chayanne — Este Ritmo Se Baila Así            | - Fito Páez — Sólo los Chicos                   |
| 1990 | Gloria Estefan — Oye Mi Canto (Hear My Voice) | - Soda Stereo — En la Ciudad de la Furia        |
| 1991 | Franco De Vita — No Basta                     | - Los Prisioneros — Estrechez de Corazón        |
| 1992 | El General — Muévelo                          | - El Último de la Fila — Cuando el Mar Te Tenga |
| 1993 | Luis Miguel — América                         | - Mecano — Una Rosa Es una Rosa                 |

## MTV Japan
Az MTV Japan nemzetközi közönségdíjat 1989 és 2001 között adták át. 1992-ben és 1993-ban nem adták át, annak ellenére, hogy akkor már újra volt MTV Japan. Amikor az MTV Japan 1998-ban beszüntette az adást, a díj ismételten nem került átadásra 1999-ben és 2000-ben. 2001-ben másodszorra (és utoljára) is visszatért, csak arra az évre. A kategóriában csak japán előadókat jelöltek.
| Év   | Győztes                               | További jelöltek                     |
| ---- | ------------------------------------- | ------------------------------------ |
| 1989 | Kome Kome Club — Kome Kome War        | - Unicorn — Daimeiwaku               |
| 1990 | Kome Kome Club — Funk Fujiyama        | - Mami Yamase — Go!                  |
| 1991 | Flipper's Guitar — Groove Tube        | - (nem adtak meg további jelölteket) |
| 1992 | A díjat nem adták át                  | A díjat nem adták át                 |
| 1993 | A díjat nem adták át                  | A díjat nem adták át                 |
| 1994 | hide — Eyes Love You                  | - Izumi Tachibana — Vanilla          |
| 1995 | Chage and Aska — Something There      | - TRF — Overnight Sensation          |
| 1996 | Kuroyume — Pistol                     | - Seiko — Let's Talk About It        |
| 1997 | Chara — Yasashii Kimochi              | - The Yellow Monkey — Rakuen         |
| 1998 | hide és Spread Beaver — Pink Spider   | - Shikao Suga — Story                |
| 1999 | A díjat nem adták át                  | A díjat nem adták át                 |
| 2000 | A díjat nem adták át                  | A díjat nem adták át                 |
| 2001 | Hikaru Utada — Can You Keep a Secret? | - Misia — Rhythm Reflection          |

## MTV Korea
Az MTV Korea nemzetközi közönségdíj minden éven átadásra került 1999 és 2001 között. 1999 előtt a nézők az MTV Asia nemzetközi közönségdíj kategóriában szavazhattak, 1996-ban koreai előadó kapta a díjat (Seo Taiji & Boys).
Bár a díj történetében egyetlen előadót sem díjaztak többször, a legtöbbször jelölt előadó címével Cho Sung Mo büszkélkedhet. A kategóriában csak koreai előadók indultak.
| Év   | Győztes               | További jelöltek               |
| ---- | --------------------- | ------------------------------ |
| 1999 | H.O.T. — Make a Line  | - Yoo Seung Jun — Burning Love |
| 2000 | Clon — The First Love | - S.E.S. — Love                |
| 2001 | g.o.d. — Lie          | - Position — I Love You        |

## MTV Latin America
Az MTV Latin America nemzetközi közönségdíjat 1994-től és 2002-ig minden éven átadták. 1998-ban, az MTV Latin America terjeszkedése és a Latin-Amerikán belüli zenei ízlések különbözőségei miatt két régióra osztották a díjat (Észak és Dél). Érdekesség, hogy 2000-ig mindkét kategóriát ugyanaz a klip nyerte. 2001-ben a díjat újra felbontották, ezúttal három részre (Észak, Közép/Pacifikum és Dél/Atlantikum).
A legnagyobb győztes címére öt előadó is pályázik, ők kétszer nyerték el a díjat: Café Tacuba, Molotov, Ricky Martin, Los Fabulosos Cadillacs és Shakira. A legtöbbet jelölt előadó Shakira, két év alatt összesen ötször jelölték, továbbá La Ley, akit ugyanennyiszer jelöltek négy év alatt. A jelölt klipek tekintetében azonban a Los Fabulosus Cadillacs és La Ley vezet, négy jelölt videóval. A legtöbb jelölt Argentínából került ki (26), szorosan követi Mexikó (25).
| Év   | Régió    | Győztes                                                    | További jelöltek                          |
| ---- | -------- | ---------------------------------------------------------- | ----------------------------------------- |
| 1994 | N/A      | Los Fabulosos Cadillacs — El Matador                       | - Mano Negra — El Señor Matanza           |
| 1995 | N/A      | Café Tacuba — La Ingrata                                   | - Los Tres — Déjate Caer                  |
| 1996 | N/A      | Soda Stereo — Ella Usó Mi Cabeza Como un Revólver          | - Eros Ramazzotti — La Cosa Más Bella     |
| 1997 | N/A      | Café Tacuba — Chilanga Banda                               | - Aleks Syntek y la Gente Normal — Sin Ti |
| 1998 | North    | Molotov — Gimme Tha Power                                  | - Plastilina Mosh — Mr. P. Mosh           |
| 1998 | South    | Molotov — Gimme Tha Power                                  | - Turf — Casanova                         |
| 1999 | North    | Ricky Martin — Livin' la Vida Loca                         | - Molotov — El Carnal de las Estrellas    |
| 1999 | South    | Ricky Martin — Livin' la Vida Loca                         | - Los Pericos — Sin Cadenas               |
| 2000 | North    | Shakira — Ojos Así                                         | - Aleks Syntek — Tú Necesitas             |
| 2000 | South    | Los Fabulosos Cadillacs — La Vida                          | - Diego Torres — Donde Van                |
| 2001 | North    | Alejandro Sanz — El Alma al Aire                           | - Paulina Rubio — Y Yo Sigo Aquí          |
| 2001 | Central  | Dracma — Hijo de Puta                                      | - Stereo 3 — Atrévete a Aceptarlo         |
| 2001 | South    | Catupecu Machu — Y Lo Que Quiero Es Que Pises sin el Suelo | - Alejandro Sanz — El Alma al Aire        |
| 2002 | North    | Shakira — Suerte                                           | - Paulina Rubio — Si Tú Te Vas            |
| 2002 | Pacific  | Juanes — A Dios le Pido                                    | - Shakira — Suerte                        |
| 2002 | Atlantic | Diego Torres — Color Esperanza                             | - Shakira — Suerte                        |

## MTV Mandarin
Az MTV Mandarin nemzetközi közönségdíj 1995 és 2001 között került átadásra, és a mandarin anyanyelvű előadó által előadott legjobb klipet díjazta. Korábban a nézők az MTV Asia nemzetközi közönségdíj kategóriában szavazhattak. 2002-ben többé-kevésbé az MTV China nemzetközi közönségdíj lépett a helyébe.
Egyetlen előadónak sem sikerült a díjat kétszer megnyernie. Több előadót jelöltek kétszer, többször azonban egyet sem: Jeff Chang, Valen Hsu, Karen Mok, Faye Wong és David Tao.
| Év   | Győztes                                 | További jelöltek                    |
| ---- | --------------------------------------- | ----------------------------------- |
| 1995 | Faye Wong — Chess                       | - Xin Xiao Qi — Understanding       |
| 1996 | Nana Tang — Freedom                     | - Regina Tseng — From Dark to Light |
| 1997 | Mavis Fan — Bartender Angel             | - Wu Bai & China Blue — End of Love |
| 1998 | Coco Lee — Di Da Di                     | - David Tao — Beside the Airport    |
| 1999 | Shino Lin — Irritated                   | - Zheng Jun — Happiness             |
| 2000 | David Tao — Find Myself                 | - Faith Yang — Hold Still           |
| 2001 | Jolin Tsai — Fall in Love with a Street | - Zhang Hui Mei — One Night Stand   |

## MTV Russia
Az MTV Russia nemzetközi közönségdíjat három alkalommal adták át, 1999 és 2001 között. Az első alkalommal három orosz és három külföldi előadót jelöltek a díjra, később a jelöltek számát háromra csökkentették, és mindhárom az orosz előadók közül került ki. A kategóriában legtöbbször a Mumiy Troll rockegyüttest jelölték (háromszor).
1999-ben egyedi helyzet állt elő, mivel először fordult elő, hogy egy előadó több közönségdíjat is elnyert. Valójában Ricky Martin három kategóriában is győzedelmeskedett, egy negyedikben pedig jelölték.
| Év   | Győztes                            | További jelöltek                         |
| ---- | ---------------------------------- | ---------------------------------------- |
| 1999 | Ricky Martin — Livin' la Vida Loca | - Britney Spears — ...Baby One More Time |
| 2000 | Detsl — Vecherinka                 | - Mumiy Troll — Bez Obmana               |
| 2001 | t.A.T.u. — Ya Soshla S Uma         | - Mumiy Troll — Moya Pevitsa             |

## MTV Southeast Asia
Az MTV Southeast Asia nemzetközi közönségdíj 1999 és 2001 között került átadásra. Miután az MTV Korea saját kategóriát alkotott 1999-ben, az MTV Asia-nál maradt államok Indonézia, Malajzia, Thaiföld és a Fülöp-szigetek voltak. A csatornát emiatt nevezték át MTV Southeast Asia-nak.
| ÉV   | Győztes                                  | További jelöltek                   |
| ---- | ---------------------------------------- | ---------------------------------- |
| 1999 | Parokya ni Edgar — Harana                | - Poetic Ammo — Everything Changes |
| 2000 | Ahmad Dhani és Andra Ramadhan — Kuldesak | - Truefaith — (Awit Para) Sa Kanya |
| 2001 | Kyla — Hanggang Ngayon                   | - Naif — Posessif                  |